# Amphinemura claviloba
Amphinemura claviloba är en bäcksländeart som först beskrevs av Wu, C.F. 1973.  Amphinemura claviloba ingår i släktet Amphinemura och familjen kryssbäcksländor. Inga underarter finns listade i Catalogue of Life.